# The Assassin
The Assassin (en chino 刺客聶隱娘, en pinyin Cìkè Niè Yǐnniáng, en español La asesina; o: The Assassin Niè Yǐnniáng) es una película de 2015, del género wuxia, dirigida por Hou Hsiao-Hsien. La coproducción internacional fue colaboración entre Taiwán, China y Hong Kong. Este filme fue la selección oficial para competir en el Festival de Cannes de 2015, en donde obtuvo el premio a mejor director. El estreno de la película en China y Hong Kong fue el 27 de agosto, un día después que en Taiwán, en donde se estrenó el 28 de agosto de 2015. También fue la selección oficial de Taiwán para participar en la entrega de los 88 premios Óscar de 2016 en la categoría de Mejor película en lengua extranjera, pero no alcanzó a llegar a la nominación.

## Argumento
The Assassin está ambientada en el siglo IX de nuestra era, y está basada en la vida ficticia de la asesina a sueldo Nie Yinniang (en chino: 聶隱娘, Niè Yǐnniáng), una historia del género wuxia, escrita en chino clásico por Pei Xing, un escritor que vivió durante la época de la dinastía Tang.
La película inicia narrando lo sucedido en los últimos años de la dinastía Tang a finales del siglo VIII. Posteriormente, el filme se centra en la vida de Nie Yinniang (interpretada por Shu Qi), una asesina que es enviada a matar a gobernantes corruptos por su maestro Jiaxin, un monje quien la entrena desde la edad de diez años. Es instruida para asesinar a Tian Ji'an, un general perteneciente a la dinastía Tang, quien es el gobernador militar de la región de Weibo.

## Producción
Esta película recibió un importante subsidio del gobierno de Taiwán para su realización. Fue filmada en algunos lugares de China, especialmente en la provincia de Hubei, en Mongolia interior y el noroeste de China. Hou se manifestó impresionado por la vista de los bosques de abedul de esas regiones y los lagos, ya que consideró ser transportado dentro de una pintura china.

## Premios y nominaciones
| Premio                                          | Categoría                                           | Nominaciones                       | Resultado |
| ----------------------------------------------- | --------------------------------------------------- | ---------------------------------- | --------- |
| BAFTA                                           | Mejor película en un idioma extranjero              | The Assassin                       | Nominado  |
| Festival de Cannes                              | Palma de Oro                                        | The Assassin                       | Nominado  |
| Festival de Cannes                              | Mejor Director                                      | Hsiao-Hsien Hou                    | Ganador   |
| Festival de Cannes                              | Mejor Banda Sonora                                  | Giong Lim                          | Ganador   |
| Hong Kong Film Awards                           | Mejor Película en el idioma chino de las Dos Costas | The Assassin                       | Ganador   |
| Festival Internacional de Cine de San Sebastián | FIPRESCI Película del año                           | The Assassin                       | Nominado  |
| Asian Film Awards                               | Mejor Película                                      | The Assassin                       | Ganador   |
| Asian Film Awards                               | Mejor Director                                      | Hsiao-Hsien Hou                    | Ganador   |
| Asian Film Awards                               | Mejor Actriz                                        | Shu Qi                             | Ganadora  |
| Asian Film Awards                               | Mejor Actriz de Reparto                             | Yun Zhou                           | Ganadora  |
| Asian Film Awards                               | Mejor Cinematografía                                | Ping Bin Lee                       | Ganador   |
| Asian Film Awards                               | Mejor Compositor                                    | Giong Lim                          | Ganador   |
| Asian Film Awards                               | Mejor Diseño de Vestuario                           | Wen-Ying Huang                     | Nominada  |
| Asian Film Awards                               | Mejor Diseño de Producción                          | Wen-Ying Huang                     | Ganadora  |
| Asian Film Awards                               | Mejor Sonido                                        | Shih Yi Chu Duu-Chih Tu Shu-Yao Wu | Ganadores |

## Reconocimientos
El 21 de diciembre del 2023 se presentó en el Círculo de Bellas Artes de Madrid como una de las películas del ciclo dedicado a la Edad Media en el cine, dado que La Asesina se desarrolla durante la Dinastía Tang. Los contenidos históricos referenciados en la película fueron desarrollados en la mesa de coloquio por Andreas Janousch, director del Instituto Confucio de Madrid.